# Dobczyce (stad)

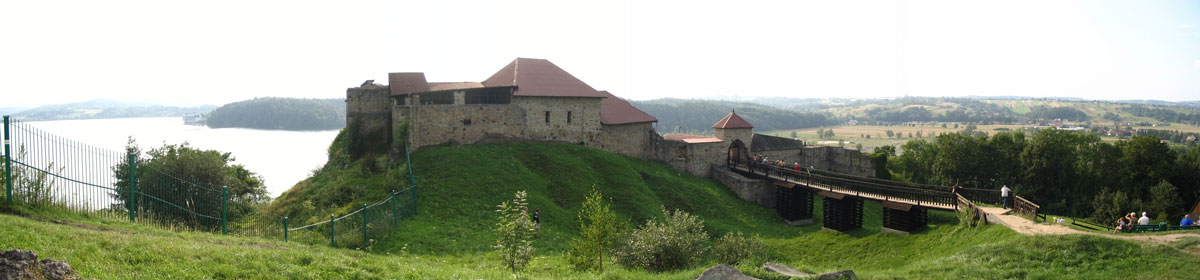
Zicht op het kasteel

Dobczyce is een stad in het Poolse woiwodschap Klein-Polen, gelegen in de powiat Myślenicki. De oppervlakte bedraagt 12,97 km², het inwonertal 6029 (2005).
De stad ligt ongeveer 10 km ten zuiden van Krakau, in het voorgebergte van de Westelijke Beskiden, Pogórze Wiśnickie. Door de stad stroomt de Raba die bij Dobczyce als stuwmeer (Jezioro Dobczyckie) gestuwd wordt.